# ジパング (東京都)
株式会社ジパングは、東京都渋谷区に本社を置く日本で唯一の金専門鉱山会社。創業者は、投機家の松藤民輔。

## 概要
日本で唯一の金専門鉱山会社。米国ネバダ州の金生産子会社2社を通じて、金及び銀を生産していたが、2015年に連結から除外している。
1995年に福岡県福岡市にて設立した旧・株式会社ジパングは、2010年1月に通信販売会社の株式会社プライムに吸収合併され同日をもって解散したが、同年11月には合併で得た通信販売部門を切り離し、同一法人格として見た場合事業内容が入れ替わる形となった。なおジャスダックは、一連の合併が裏口上場の疑いがあるとして、「合併等による実質的存続性の喪失」に係る猶予期間入り銘柄に指定。その後、2013年9月にジャスダックの上場は廃止となった。

## 沿革

### 株式会社ジパング（初代）
- 1981年（昭和56年）6月 - 婦人服縫製業を目的とした株式会社三愛を熊本県玉名市に設立。
- 1995年（平成7年）5月 - 株式会社三愛から株式会社ジパングに商号変更すると共に、目的を金属鉱業等に変更し、本社を東京都港区麻布十番二丁目14番11号に移転。
- 1996年（平成8年）7月 - 鉱山開発を目的として、北海道雄武威鉱山の鉱業権の買収を開始。
- 1996年（平成8年）10月 - カナダ法人Claimstaker Resources Ltd.（現 J-Pcific Gold Inc.）について、経営権の一部取得を目的として株式購入を開始。
- 1998年（平成10年）4月 - カナダにあるブラックドーム鉱山の取得を目的として、No.75に50％資本参加。
- 1998年（平成10年）5月 - 本社を東京都品川区北品川三丁目6番9号に移転。
- 1999年（平成11年）3月 - カナダ法人High River Gold Mines Ltd.について、経営権の一部取得を目的として株式購入を開始。
- 2005年（平成17年）11月 - 金山を保有するアメリカ法人Florida Canyon Mining, Inc.、Standard Gold Mining, Inc.及び探鉱鉱区を保有する同国法人Apollo Gold Exploration, Inc.（後の Jipangu Exploration, Inc.）について、Jipangu International Inc.が各社全株式を取得し子会社化。
- 2007年（平成19年）12月 - 北海道雄武威鉱山鉱業権買収を断念し撤退。

### 株式会社アスクリンク→株式会社ジパング（2代）
- 2004年（平成16年）3月 - 株式会社アスクリンクを設立。
- 2005年（平成17年）9月 - 日本証券業協会グリーンシートに登録。
- 2008年（平成20年）10月 - 株式会社ジパング（初代）を吸収合併し、株式会社ジパング（2代）に商号変更。
金鉱会社のジパングと岩盤浴会社のアスクリンクとの合併という畑違いの会社の組み合わせは、あからさまな裏口上場・乗っ取りとして「裏口上場問題」が注目される切っ掛けとなった。事実、圧倒的な支配株主となり経営権を取得した松藤氏は、合併と同時にリラクゼーション施設運営事業を旧アスクリンクの創業者に売却。結果として、上場審査を経ずに松藤氏は保有株の流動性を得た事になった。
- 2009年（平成21年）12月19日 - グリーンシート銘柄の指定取り消し。

### 株式会社ジパング・ホールディングス→株式会社ジパング（3代）
- 2010年（平成22年）1月1日 - 株式会社ジパング（2代）が、株式会社プライムを存続会社とし吸収合併され、同日をもって株式会社ジパング・ホールディングスに商号変更。
テレビショッピング会社のプライムは、2009年には債務超過に転落しており、ジパングの持つ資産は魅力的だった。アスクリンクとの合併のケースと同じように、その後、松藤氏は（旧プライムの事業である）通信販売部門を売却、ジパングから切り離すことになる。ジャスダックを運営する大阪証券取引所は、「実質的存続性の喪失」の猶予期間入り銘柄とし、ジパングを監視区分へ指定。2013年7月までに上場再審査申請が行えなければ上場廃止となる。
- 2010年（平成22年）11月1日 - 株式会社ジパング・ホールディングスは通信販売部門を分割譲渡し、鉱業部門のみの会社となる。
- 2011年（平成23年）7月1日 - 株式会社ジパング・ホールディングスが株式会社ジパング（3代）に商号変更。
- 2013年（平成25年）9月11日 - 上場廃止。フェニックス銘柄制度に指定。
- 2015年（平成27年）9月 - Florida Canyon Mining, Inc.、Standard Gold Mining, Inc.及びJipangu Exploration, Inc.の株式保有比率が100%から10%に低下し、連結から除外。
- 2015年（平成27年）11月9日 - 取引廃止。
- 2017年（平成29年）9月11日 - 代表取締役社長であった松藤民輔が急性心筋梗塞により死去。これに伴い同日付で代表取締役社長を退任。[1]
- 2017年（平成29年）9月14日 - 新代表取締役社長に亀田学が就任。[2]

## テレビ番組
- 日経スペシャル ガイアの夜明け マネー動乱 ～サブプライムショックの真相～（2007年10月9日、テレビ東京）[3] - ジパングの金投資ビジネスを取材。